# Young Africans Sports Club
Maillots
Actualités
Le Young Africans Sports Club, communément surnommé Yanga, est un club tanzanien de football basé à Dar es Salam. Avec vingt-cinq titres de champion remportés, le club est le plus titré du pays, devançant de peu son grand rival, le Simba SC. Le Tunisien Nasreddine Nabi est l'entraîneur des Young Africans depuis août 2020.

## Histoire

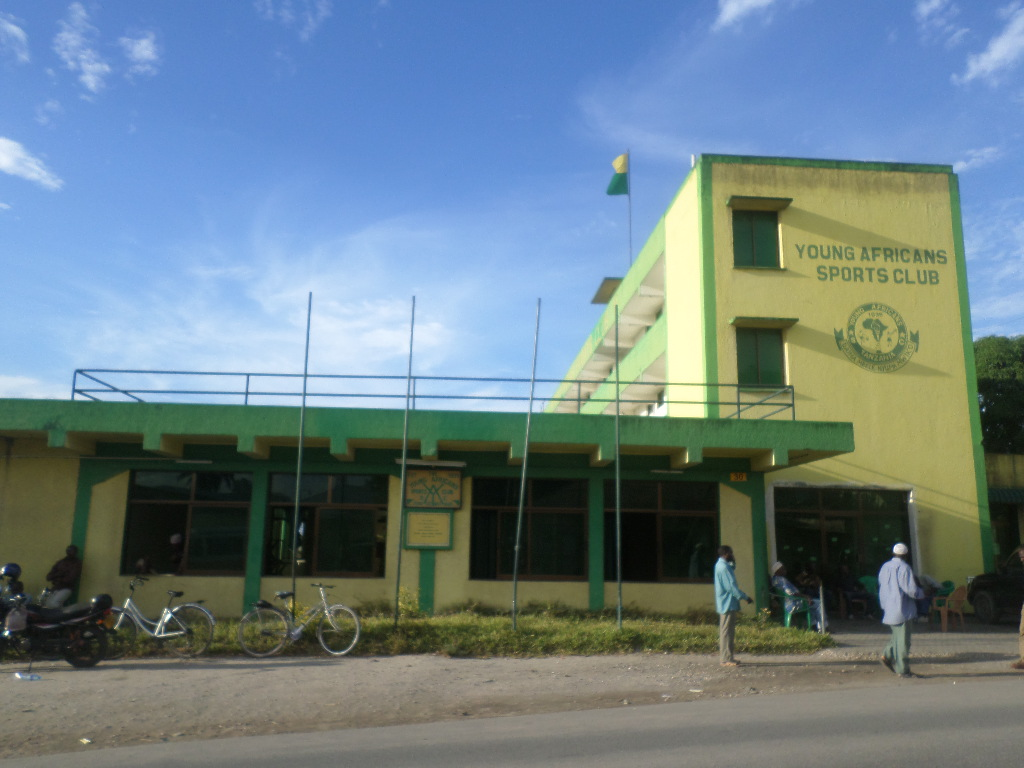
Siège du club en 2013.

## Palmarès
- Championnat de Tanzanie (26)
  - Champion : 1968, 1969, 1970, 1971, 1972, 1974, 1981, 1983, 1987, 1991, 1996, 1997, 2000, 2005, 2006, 2008, 2009, 2011, 2013, 2015, 2016, 2017, 2022, 2023, 2024, 2025

- Coupe de Tanzanie (8)
  - Vainqueur : 1975, 1994, 1999, 2016, 2022, 2023, 2024, 2025
  - Finaliste : 2001, 2021

- Supercoupe de Tanzanie (8)
  - Vainqueur : 2001, 2010, 2013, 2014, 2015, 2021, 2022, 2024
  - Finaliste : 2002, 2005, 2009, 2011, 2016, 2017

- Coupe de la confédération
  - Finaliste : 2023

- Coupe Kagame inter-club (5)
  - Vainqueur : 1975, 1993, 1999, 2011, 2012
  - Finaliste : 1976, 1986, 1992

## Joueurs emblématiques
- Shabani Nonda
- Haruna Niyonzima

## Entraîneurs
- Victor Stănculescu
- 1999-2001 :  Raoul Shungu
- Tom Saintfiet
- Ernie Brandts
- Hans van der Pluijm
- 2020- :  Luc Eymael[2]